# Allergies à candida
Les Candida, étant à la fois commensaux et pathogènes, sont à l'origine de phénomènes allergiques extrêmement divers et très difficiles à rapporter à leur cause, mais qui, d'après certains auteurs, représenteraient 10 % des allergies dépistées.
Elles vont dans l'ordre de fréquence décroissante, des eczémas aux troubles du rythme cardiaque ; les plus fréquentes étant des crises asthmatiformes, des céphalées et des urticaires.

## Traitement
Une désensibilisation à l'aide de la Candidine (substance extraite de culture de Candida albicans utilisée pour effectuer certains tests de sensibilité) donne, lorsque le Candida est réellement en cause, un certain taux de résultats positifs.

## Diagnostic
Les symptômes peuvent parfois être confondus avec ceux d'une Réaction de Jarisch-Herxheimer

## Syndrome d'hypersensibilité au Candida
Dans les années 1980, des individus ont été condamnés aux États-Unis pour la commercialisation de traitements frauduleux contre un "syndrome d'hypersensibilité au Candida", censée affecter une personne sur trois.